# UFC 70
UFC 70: Nations Collide je manifestacija borbi mješovitih borilačkih vještina koje se održala 21. travnja 2007. godine u Manchesteru, Ujedinjeno Kraljevstvo. To je bila druga manifestacija UFC-a u Ujedinjenom Kraljevstvu, a prva u Manchesteru. Prvi UFC u Ujedinjenom Kraljevstvu je bio UFC 38: Brawl at the Hall održan 13. srpnja 2002. UFC 70 će također bila i sedma UFC manifestacija izvan SAD-a.

## Borbe
| Težinska kategorija | Borac           | Borac           | Razlog pobjede | Runda/vrijeme | Titula ili ne        |
| ------------------- | --------------- | --------------- | -------------- | ------------- | -------------------- |
| Teška               | Mirko Filipović | Gabriel Gonzaga | N/A            | N/A           | borba nije za titulu |
| Teška               | Andrei Arlovski | Fabricio Werdum | N/A            | N/A           | borba nije za titulu |
| Poluteška           | Michael Bisping | Elvis Sinosic   | N/A            | N/A           | borba nije za titulu |
| Poluteška           | Forrest Griffin | Ryoto Machida   | N/A            | N/A           | borba nije za titulu |

## Vanjske poveznice
UFC